# Gibson Gowland

Von links nach rechts: Ernst Sorge, Ernst Udet, Arnold Fanck und Gibson Gowland (1932)

Gibson Gowland (* 4. Januar 1877 in Spennymoor, County Durham; † 9. September 1951 in London) war ein englischer Schauspieler. Er trat in mehr als 100 Filmen auf.

## Leben
Gowland kam 1913 via Kanada in die USA. In Hollywood fand er 1914 bei den Dreharbeiten zu Die Geburt einer Nation Arbeit als Statist. In den 1910er Jahren trat er meist unter dem Namen „T.H. Gibson Gowland“ auf, sofern sein Name überhaupt im Film genannt wurde. Er entwickelte sich zum Nebendarsteller und wurde unter anderem von Erich von Stroheim in Blinde Ehemänner (1919) als Bergführer eingesetzt. In den frühen 1920er Jahren wurde Gowland auch in einigen Hauptrollen besetzt. Seine bekannteste Rolle spielte er in dieser Zeit: John McTeague in Stroheims opus magnum Gier (1924). Diese grobschlächtige Filmfigur, ein Zahnarzt ohne Approbation, wird von seiner gierig-geizigen Ehefrau (gespielt von ZaSu Pitts) in den Wahnsinn und zum Mord getrieben. Bis zum Ende der Stummfilmzeit verkörperte Gowland raue Typen in Nebenrollen. 1933 war er in einer größeren Nebenrolle im Film SOS Eisberg von Arnold Fanck neben Leni Riefenstahl zu sehen.
1934 bis 1938 verbrachte er in England und spielte in britischen Filmen, 1940 kehrte er wieder in die USA zurück. Seine Filmauftritte jener Zeit waren so geringfügig, dass sein Name zumeist nicht einmal im Filmabspann genannt wurde. Nach zwei gescheiterten Ehen ließ sich Gowland 1944 endgültig wieder in seinem Heimatland nieder.
Sein Sohn Peter Gowland (1916–2010) war Fotograf.

## Filmografie (Auswahl)
- 1915: Die Geburt einer Nation (The Birth of a Nation)
- 1916: Macbeth
- 1917: The Promise
- 1919: The White Heather
- 1919: Blinde Ehemänner (Blind Husbands)
- 1919: Behind the Door
- 1923: Shifting Sands
- 1924: Die rote Lilie (The Red Lily)
- 1924: Gier (Greed)
- 1925: Das Phantom der Oper (The Phantom of the Opera)
- 1926: Don Juan
- 1927: Die Nacht der Liebe (The Night of Love)
- 1927: The First Auto
- 1927: Sonnenaufgang – Lied von zwei Menschen (Sunrise)
- 1928: Rose-Marie
- 1929: Die mysteriöse Insel (The Mysterious Island)
- 1931: Der Mannsteufel (A House Divided)
- 1931: Arrowsmith
- 1932: Without Honor
- 1933: SOS Eisberg
- 1933: S.O.S. Iceberg
- 1934: Nordpol – Ahoi!
- 1934: The Secret of the Loch
- 1934: Das Privatleben des Don Juan (The Private Life of Don Juan)
- 1935: The Mystery of the Mary Celeste (The Mystery of the Marie Celeste)
- 1935: King of the Damned
- 1936: The House of the Spaniard
- 1940: Nordwest-Passage (Northwest Passage)
- 1941: Menschenjagd (Man Hunt)
- 1941: Waffenschmuggler von Kenya (Sundown)
- 1941: Schlagende Wetter (How Green Was My Valley)
- 1941: Der Wolfsmensch (The Wolf Man)
- 1942: Die Freibeuterin (The Spoilers)
- 1942: Mrs. Miniver
- 1942: Der Besessene von Tahiti (The Moon and Sixpence)
- 1942: Isle of Missing Men
- 1942: The War Against Mrs. Hadley
- 1942: Tennessee Johnson
- 1943: Und das Leben geht weiter (The Human Comedy)
- 1943: Auch Henker sterben (Hangmen Also Die!)
- 1943: Kampf in den Wolken (A Guy Named Joe)
- 1943: Eine Frau für den Marshall (The Woman of the Town)
- 1944: Scotland Yard greift ein (The Lodger)
- 1944: Es geschah morgen (It Happened Tomorrow)
- 1944: Der Weg zum Glück (Going My Way)
- 1944: Das Haus der Lady Alquist (Gaslight)
- 1944: Wilson
- 1945: Das Bildnis des Dorian Gray (The Picture of Dorian Gray)
- 1945: Eine Lady mit Vergangenheit (Kitty)
- 1949: Gun Cargo